# Новоселівка (зупинний пункт, Донецька залізниця)
Новосе́лівка — пасажирська зупинна залізнична платформа Лиманської дирекції Донецької залізниці.
Розташована між смт Ярова та Новоселівка Краматорського району, Донецької області на лінії 390 км — Лиман між станціями Форпостна (2 км) та Святогірськ (9 км).
На платформі зупиняються приміські електропоїзди.